# Yélékébougou
Yélékébougou est une commune du Mali, dans le Cercle de Kati et la région de Koulikoro.